# Middlewich
Middlewich este un oraș în comitatul Cheshire, regiunea North West England, Anglia. Orașul aparține districtului Congleton.